# Luocun, Guangdong
Luocun (kinesiska: 罗村) är ett tidigare stadsdelsdistrikt i sydöstra Kina. Det låg i stadsdistriktet Nanhai i staden Foshan i provinsen Guangdong, omkring 25 kilometer väster om provinshuvudstaden Guangzhou. Antalet invånare vid folkräkningen 2010 var  177 801. Befolkningen består av 78 608 kvinnor och 99 193 män. Barn under 15 år utgör 12,0 %, vuxna 15-64 år 83 %, och äldre över 65 år 3,0 %.
I mars 2013 upphörde Luocun stadsdelsdistrikt och blev en del av köpingen Shishan.